# Vinko Brešan
Vinko Brešan (ʋîːŋko brěʃan; nascut el 3 de febrer de 1964) és un director de cinema croat més conegut per dirigir diverses comèdies negres].
Brešan va emergir en protagonisme a Croàcia i a l'estranger amb tres pel·lícules aclamades per la crítica i premiades que, cadascuna a la seva manera, van trencar alguns dels tabús percebuts del cinema croat als anys noranta.

## Biografia
Brešan va néixer a Zagreb d'una mare, l'escriptora Jelena Godlar-Brešan, que era en part d’ascendència jueva i del famós dramaturg Ivo Brešan. Va estudiar filosofia i literatura comparada a la Universitat de Zagreb, així com direcció de cinema i televisió a l'Acadèmia d'Art Dramàtic de la universitat. Quan era estudiant fou guardonat al festival d'Oberhausen amb el premi al debutant pel curtmetratge Naša burza ("La nostra borsa") in 1988.
El 1994 i el 1995, Brešan va ser guardonat amb el premi "Oktavijan" al Festival Dies del Cinema Croat per Zajdniči čranuch ("Dinar junts") i "Hodnik" ("El corredor") respectivament.
El seu primer llargmetratge Kako je počeo rat na mom otoku ("Com va començar la guerra a la meva illa"), és una interpretació microcòsmica humorística de la Guerres Iugoslaves ambientades a la Dalmàcia adriàtica. La pel·lícula va ser guardonada amb la Velika zlatna arena ("Gran Arena d'Or") per la seva fotografia al Festival de Cinema de Pula i el Gran Premi al Festival de Cinema Jove d'Europa Oriental de Cottbus de 1997. També va ser un gran èxit comercial, superant Independence Day a la taquilla croata el 1996 amb més de 300.000 espectadors, i es va projectar a 32 festivals internacionals de cinema, inclosos els de Toronto i Montreal.
Brešan va aconseguir un èxit nacional i internacional similar amb la seva comèdia negra de 1999 Maršal, una mirada satírica sobre com reaccionen els comunistes impenitents i els nous capitalistes davant l'aparició del fantasma del Mariscal Tito a la seva petita illa adriàtica. Va rebre el premi Wolfgang Staudte i va rebre una menció especial del jurat de lectors del Berliner Zeitung al Festival Internacional de Cinema de Berlín l'any 2000. Brešan també va guanyar el millor director al Festival Internacional de Cinema de Karlovy Vary per a la pel·lícula el mateix any. Maršal, com el seu predecessor, va ser escrit en col·laboració amb el pare dramaturg de Brešan, Ivo, i també es va convertir en un èxit de taquilla croata.
Potser la part més controvertida de l'obra de Brešan fins ara és el drama de guerra del 2003 Svjedoci ("Testimonis"), basat en la novel·la Ovce od gipsa ("Ovella d'alabastre") de Jurica Pavičić. Recordant el Rashomon d'Akira Kurosawa, explora les complexitats humanes i la foscor moral de la guerra a través de múltiples perspectives i flashbacks que envolten l'assassinat no desitjat d'un suposat contrabandista serbi per tres soldats croats tornant del front a Karlovac. La pel·lícula va ser nominada a l'Ós d'Or al Berlinale de 2004 i va rebre el Peace Film Award així com una menció especial del jurat ecumènic. També va guanyar el premi Philip Morris a Karlovy Vary el mateix any. En particular, l'actriu sèrbia Mirjana Karanović va ser elegida per interpretar el paper d'una vídua de guerra croata, una decisió que Brešan va haver de defensar, ja que la pel·lícula va provocar protestes del Partit Croat dels Drets i de les seccions de la dreta del públic croat.
Vinko Brešan està casat amb la seva editora Sandra Botica, amb qui té dos fills: Ivan (n. 1996) i Niko (n. 2000). Va ser nomenat director de Zagreb Film el desembre de 2004..

## Filmografia
- "Kako je počeo rat na mom otoku" (1996)
- "Maršal" (1999)
- "Svjedoci" (2003)
- "Nije kraj" (2008)
- "Svećenikova djeca" (2013)[5]
- "Koja je ovo država?" (2018)